# Neoporus
Neoporus là một chi bọ cánh cứng trong họ Dytiscidae.
Chi này được Guignot miêu tả khoa học năm 1931.

## Các loài
Các loài trong chi này gồm:
- Neoporus arizonicus (Fall, 1917)
- Neoporus asidytus (Young, 1984)
- Neoporus aulicus (Aubé, 1838)
- Neoporus baelus (Young, 1984)
- Neoporus blanchardi (Sherman, 1913)
- Neoporus carolinus (Fall, 1917)
- Neoporus cimicoides (Sharp, 1882)
- Neoporus clypealis (Sharp, 1882)
- Neoporus dilatatus (Fall, 1917)
- Neoporus dimidiatus (Gemminger & Harold, 1868)
- Neoporus dixianus (Fall, 1917)
- Neoporus effeminatus (Fall, 1923)
- Neoporus floridanus (Young, 1940)
- Neoporus gaudens (Fall, 1923)
- Neoporus hebes (Fall, 1923)
- Neoporus helocrinus (Young, 1967)
- Neoporus hybridus (Aubé, 1838)
- Neoporus latocavus (Wolfe, 1984)
- Neoporus lecontei Nilsson, 2001
- Neoporus lobatus (Sharp, 1882)
- Neoporus lynceus (Sharp, 1882)
- Neoporus mellitus (LeConte, 1855)
- Neoporus pratus (Wolfe, 1984)
- Neoporus psammodytes (Young, 1978)
- Neoporus rheocrinus (Young, 1967)
- Neoporus semiflavus (Fall, 1917)
- Neoporus shermani (Fall, 1917)
- Neoporus spurius (LeConte, 1855)
- Neoporus striatopunctatus (F.E.Melsheimer, 1844)
- Neoporus sulcipennis (Fall, 1917)
- Neoporus superioris (J.Balfour-Browne, 1944)
- Neoporus tennetum (Wolfe, 1984)
- Neoporus tigrinus (Fall, 1917)
- Neoporus undulatus (Say, 1823)
- Neoporus uniformis (Blatchley, 1925)
- Neoporus venustus (LeConte, 1855)
- Neoporus vitiosus (LeConte, 1855)
- Neoporus vittatipennis (Gemminger & Harold, 1868)
- Neoporus vittatus (LeConte, 1855)